# Colin Doyle
Colin Anthony Doyle (Cork, 12 giugno 1985) è un calciatore e allenatore di calcio irlandese, portiere e tecnico dei portieri del Bradford City.

## Carriera
Secondo portiere tra i biancoblu di Birmingham e in tutte le altre squadre in cui ha militato: Chester City, Nottingham Forest, Milwall e Coventry. Doyle ha avuto il suo breve ma intenso momento di gloria il 18 febbraio 2012, quando ancora vestiva la maglia del Birmingham City, costringendo a Stamford Bridge il Chelsea dell'ormai traballante André Villas-Boas al replay di Fa Cup dopo aver parato un calcio di rigore a Juan Mata. La sua unica stagione da titolare la avuta al Blackpool, in league one, che ancora oggi, a livello finanziario, paga i dissesti provocati dalla comparsa in Premier League nella stagione 2010-2011.Una caduta in picchiata da parte dei Tangerines a cui, da quell'indimenticabile annata non ne è più andata bene una. Tanto che, della stagione 2016-2017 si ritroveranno a farla in League Two, quarta serie, in cui sono appena retrocessi, al termine dell'ennesimo disastro sportivo. A cui Doyle, tra i pali e questa folta finalmente da titolare, ha provato a mettere vanamente un tampone. Per assicurarsi giocatori di un certo livello nella campagna acquisti il Blackpool ha assicurato ad alcuni di loro questa opportunità per liberarli al costo solo di 1£ in caso di retrocessione. Nell'estate del 2016 passa definitivamente al Bradford City dopo aver pagato la clausola rescissoria di 1£.

## Statistiche

### Cronologia presenze e reti in nazionale
| Cronologia completa delle presenze e delle reti in nazionale ― Irlanda | Cronologia completa delle presenze e delle reti in nazionale ― Irlanda | Cronologia completa delle presenze e delle reti in nazionale ― Irlanda | Cronologia completa delle presenze e delle reti in nazionale ― Irlanda | Cronologia completa delle presenze e delle reti in nazionale ― Irlanda | Cronologia completa delle presenze e delle reti in nazionale ― Irlanda | Cronologia completa delle presenze e delle reti in nazionale ― Irlanda | Cronologia completa delle presenze e delle reti in nazionale ― Irlanda |
| Data                                                                   | Città                                                                  | In casa                                                                | Risultato                                                              | Ospiti                                                                 | Competizione                                                           | Reti                                                                   | Note                                                                   |
| ---------------------------------------------------------------------- | ---------------------------------------------------------------------- | ---------------------------------------------------------------------- | ---------------------------------------------------------------------- | ---------------------------------------------------------------------- | ---------------------------------------------------------------------- | ---------------------------------------------------------------------- | ---------------------------------------------------------------------- |
| 23-5-2007                                                              | East Rutherford                                                        | Irlanda                                                                | 1 – 1                                                                  | Ecuador                                                                | Amichevole                                                             | -1                                                                     |                                                                        |
| 23-3-2018                                                              | Adalia                                                                 | Turchia                                                                | 1 – 0                                                                  | Irlanda                                                                | Amichevole                                                             | -1                                                                     |                                                                        |
| 28-5-2018                                                              | Saint-Denis                                                            | Francia                                                                | 2 – 0                                                                  | Irlanda                                                                | Amichevole                                                             | -2                                                                     |                                                                        |
| 2-6-2018                                                               | Dublino                                                                | Irlanda                                                                | 2 – 1                                                                  | Stati Uniti                                                            | Amichevole                                                             | -1                                                                     |                                                                        |
| Totale                                                                 |                                                                        | Presenze                                                               | 4                                                                      |                                                                        | Reti                                                                   | -5                                                                     |                                                                        |

## Palmarès

### Club

#### Competizioni nazionali
- Coppa di Lega inglese: 1

Birmingham City: 2010-2011
- Scottish Championship: 1

Kilmarnock: 2021-2022